# Karle Warren
Karle Warren (født 8. februar 1992 i Salinas, Californien) er en amerikansk skuespiller, kendt for hendes rolle som Lauren Cassidy i drama tv-serien Amys ret. 

## Privat
Hun bor i øjeblikket  i Los Angeles med sin mor og yngre bror, Justin.

## Karriere

### Tv-roller
- 1998-1999: DiResta
- 1999-2005: Amys ret

### Film
- Lilo og Stitch
- For Love of May Sarah